# Муравьёв, Александр Захарович
Алекса́ндр Заха́рович Муравьёв (1795 — 1842) — генерал-лейтенант, герой русско-турецкой войны 1828—1829 годов.

## Биография
Родился в 1795 году, сын действительного статского советника Захара Матвеевича Муравьёва.
В военную службу вступил в 1812 году в кавалерию. Принимал участие в Отечественной войне и последующих походах в Пруссию и Францию. За отличие награждён орденом св. Анны 4-й степени и прусским орденом Пур ле мерит.
В 1820 году произведён в полковники и 19 ноября 1824 года назначен командиром Александрийского гусарского полка.
Во главе этого полка он принял участие в походе на Дунай, где сражался с турками, 28 февраля 1829 года он был произведён в генерал-майоры и назначен командиром 1-й бригады 3-й гусарской дивизии. 5 октября 1829 года награждён орденом св. Георгия 3-й степени (№ 416 по кавалерским спискам)
В воздаяние храбрости и отличия, оказаннаго в сражении против турок 31 мая 1829 года при взятии неприятельских редутов при Шумле, где, командуя Александрийским гусарским полком, с храбростию и мужеством ввел полк в атаку против неприятельской кавалерии и, находясь всегда впереди, собственноручно исторгнул у неприятеля знамя.
Также за отличия против турок он получил орден св. Анны 1-й степени (императорская корона к этому ордену пожалована в 1833 году).
В 1836 году Муравьёв был награждён орденом св. Владимира 2-й степени, а 30 августа 1839 года произведён в генерал-лейтенанты с назначением начальником 2-й лёгкой кавалерийской дивизии.
Скончался в 1842 году.
Его брат Артамон был полковником и командиром Ахтырского гусарского полка, за активное участие в восстании декабристов был осуждён на каторгу. Их сестра Екатерина была кавалер-дамой ордена св. Екатерины и состояла замужем за министром финансов графом Е. Ф. Канкриным.